# نویستیفت ایم استوبایتال
نویستیفت ایم استوبایتال آلمانی: Neustift im Stubaital) یک منطقهٔ مسکونی در اتریش است که در اینسبروک لند واقع شده‌است. نویستیفت ایم استوبایتال ۲۴۸٫۹۹ کیلومتر مربع مساحت دارد ۹۹۴ متر بالاتر از سطح دریا واقع شده‌است.